# River Sulby

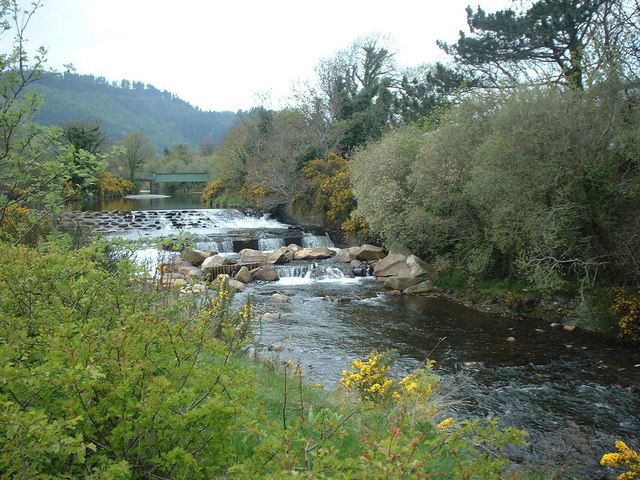
River Sulby, 2006 bei Sulby Claddaghs

River Sulby ist mit 18 Kilometern der längste Fluss auf der britischen Insel Isle of Man. Er entspringt auf dem Snaefell nahe dem Sulby Reservoir, fließt dann nordwärts durch das Sulby Glen und schließlich ostwärts bis zur Mündung in die Irische See bei Ramsey.